# رئوس مطالب ایتالیا

محل ایتالیا

طرح زیر به عنوان یک مرور کلی و راهنمای موضوعی ایتالیا ارائه شده‌است:
ایتالیا در جنوب مرکزی اروپا، در درجه اول بر شبه جزیره ایتالیا واقع است. این کشور کشور سرزمینی است که روم باستان به عنوان یک جامعه کوچک کشاورزی در حدود قرن ۸ قبل از میلاد، که در طول قرن‌ها به امپراتوری عظیم روم گسترش یافت، کل حوضه مدیترانه را دربر گرفت و فرهنگ‌های یونان باستان و روم را در یک تمدن ادغام کرد. این تمدن به قدری تأثیرگذار بود که بخشهایی از آن در قوانین مدرن، اداری، فلسفه و هنر باقی مانده و زمینه‌هایی را فراهم می‌آورد که دنیای غرب بر اساس آن بنا شده‌است.